# Yusuke Tanaka
Yusuke Tanaka (japonês: 田中佑典, Hepburn: Tanaka Yūsuke) (Wakayama, 29 de novembro de 1989) é um ginasta japonês que compete em provas de ginástica artística.
Representou o Japão em duas edições de Jogos Olímpicos, conquistando a medalha de prata por equipes em Londres 2012 e o ouro no mesmo evento em 2016, no Rio de Janeiro. Também possui um título mundial por equipes na edição de 2015, em Glasgow.

## Carreira
Tanaka compete pela seleção adulta do Japão desde 2006 e toda sua família tem ligação com a ginástica. Nos Jogos Olímpicos de 2012, em Londres, competiu junto com seu irmão Kazuhito e sua irmã Rie, tornando-se os primeiros três irmãos a competir pelo Japão na ginástica artística em uma mesma edição olímpica. Ao lado de Ryōhei Katō, Kohei Uchimura, Koji Yamamuro e Kazuhito conquistou a medalha de prata na competição por equipes com uma pontuação final de 271,952, atrás apenas da China. Ainda alcançou a final das barras paralelas com a melhor nota nas qualificatórias, mas não chegou a brigar por medalhas ao terminar na oitava colocação.
Um ano antes, no Campeonato Mundial de Tóquio, havia obtido a sua primeira medalha em uma grande competição ao conquistar a prata por equipes juntamente com os companheiros Kenya Kobayashi, Makoto Okiguchi, Yamamuro, Uchimura e Kazuhito Tanaka. Após as Olimpíadas de Londres, competiu na Universíada de 2013, em Cazã, Rússia, onde a equipe do Japão ganhou a medalha de bronze. Foi convocado para representar o Japão novamente no Campeonato Mundial de 2014, em Nanning, China, e voltou a medalhar na prova por equipes em uma competição internacional. Ao lado de Uchimura, Nonomura, Katō, Kenzō Shirai e Kohei Kameyama conquistou a medalha de prata, ficando atrás dos donos da casa por apenas 0,1 ponto. Na final do individual geral ficou com o bronze a apenas 0,03 ponto atrás do segundo colocado Max Whitlock, da Grã-Bretanha, além de terminar em quinto lugar nas barras paralelas.
Seu primeiro título em Campeonatos Mundiais foi obtido em 2015. Em uma disputa aparelho por aparelho contra os adversários britânicos e chineses, o Japão obteve a maior pontuação na final por equipes com um total de 270,818. O resultado colocou os japoneses como um dos favoritos nos Jogos Olímpicos do Rio, no ano seguinte. A equipe formada por Tanaka, Uchimura, Shirai, Yamamuro e Katō conquistou o título olímpico com uma vantagem de quase três pontos para a Rússia, segundo colocada.
Após ficar fora da seleção nacional pela primeira vez em 2017, Tanaka foi novamente convocado para as competições internacionais em 2018. No Campeonato Mundial de Doha, ajudou o Japão a conquistar a medalha de bronze por equipes com performances nas barras paralelas e na barra fixa.